# Loxosceles blancasi
Loxosceles blancasi là một loài nhện trong họ Sicariidae.
Loài này thuộc chi Loxosceles. Loxosceles blancasi được miêu tả năm 1967 bởi Gertsch.